# Oum el Assel
Oum el Assel è un comune dell'Algeria, situato nella provincia di Tindouf.